# Завади (Воломінський повіт)
Завади (пол. Zawady) — село в Польщі, у гміні Радзимін Воломінського повіту Мазовецького воєводства.
Населення — 301 особа (2011).
У 1975—1998 роках село належало до Варшавського воєводства.

## Демографія
Демографічна структура станом на 31 березня 2011 року:
|          | Загалом | Допрацездатний вік | Працездатний вік | Постпрацездатний вік |
| -------- | ------- | ------------------ | ---------------- | -------------------- |
| Чоловіки | 152     | 41                 | 102              | 9                    |
| Жінки    | 149     | 34                 | 91               | 24                   |
| Разом    | 301     | 75                 | 193              | 33                   |